# Hyperprolaktinemi
Hyperprolaktinemi är en endokrin sjukdom som beror på överproduktion i hypofysen, vilket ger förhöjd nivå av prolaktin. De förhöjda prolaktinnivåerna kan orsaka sänkt libido, infertilitet hos kvinnor, hypogonadism, mastodyni, gynekomasti, gigantomasti, galaktorré och amenorré.
Prolaktinet samverkar med flera andra hormoner; det frigörs om dopaminet är lågt, eller om man har förhöjda värden av TRH, VIP (vasoaktiv intestinal peptid) eller serotonin. Prolaktin har dessutom en hämmande effekt på gonadotropin. Sjukdomar som beror på rubbningar av dessa hormoner, eller läkemedel som inverkar på dessas nivåer, kan följaktligen leda till hyperprolaktinemi. Hyperprolaktinemi kan också bero på en godartad hypofystumör (prolaktinom), graviditet eller stress.